# Laura Neboli
Laura Neboli (* 14. März 1988 in Brescia) ist eine italienische Fußballspielerin, die außerhalb ihrer Heimat den deutschen Vereinen FCR 2001 Duisburg, MSV Duisburg, MSV Duisburg II, SGS Essen II und 1. FFC Recklinghausen angehörte, anschließend Trainerin der SGS Essen II und des 1. FFC Recklinghausen war, und seit dem Jahr 2022 Sportdirektor des letztgenannten Vereins ist.

## Werdegang
Laura Neboli spielte mehrere Jahre in Italiens höchster Frauenliga, der Serie A, für verschiedene Vereine, so unter anderem für den CF Bardolino, mit dem sie in der Saison 2004/05 auch italienische Meisterin und Pokalsieger wurde. Im Sommer 2011 wechselte sie nach Deutschland in die Bundesliga zum FCR 2001 Duisburg. Ihr Debüt in der Bundesliga gab sie am 21. August 2011 im Heimspiel gegen 1. FC Lok Leipzig. Insgesamt kam sie in ihrer Debütsaison auf 21 Einsätze, in der sie kein Tor erzielen konnte.
Sie ist ein Mitglied der italienischen Nationalmannschaft und nahm an den Europameisterschaften 2009 in Finnland und 2013 in Schweden teil.
Am 1. Juli 2020 übernahm sie das Traineramt der ersten Mannschaft des 1. FFC Recklinghausen in der Regionalliga West. Zuvor coachte sie die zweite Mannschaft von SGS Essen.

## Erfolge
- Italienischer Meister 2005[7]
- Italienischer Superpokalsieger 2005